# Moechotypa angustifrons
Moechotypa angustifrons är en skalbaggsart som beskrevs av Stefan von Breuning 1974. Moechotypa angustifrons ingår i släktet Moechotypa och familjen långhorningar. Inga underarter finns listade i Catalogue of Life.